# Ли, Бутч
Альфред «Бутч» Ли-младший (англ. Alfred «Butch» Lee, Jr.; род. 5 декабря 1956 года в Сан-Хуане, Пуэрто-Рико) — пуэрто-риканский и американский профессиональный баскетболист и тренер. Ли стал первым пуэрториканцем и первым спортсменом латиноамериканского происхождения, игравшим в Национальной баскетбольной ассоциации (НБА). Он был выбран в первом раунде драфта НБА 1978 года.
В НБА он играл за «Атланту Хокс», «Кливленд Кавальерс» и «Лос-Анджелес Лейкерс». Ли завершил свою карьеру в Baloncesto Superior Nacional (БСН). Он известен как единственный профессиональный баскетболист из Пуэрто-Рико, выигравший чемпионаты NCAA, НБА и БСН. Ли также был членом национальной сборной Пуэрто-Рико.

## Карьера игрока
Играл на позиции разыгрывающего защитника. Учился в университете Маркетта, в 1978 году был выбран на драфте НБА под 10-м номером командой «Атланта Хокс». Позже выступал за команды «Кливленд Кавальерс», «Лос-Анджелес Лейкерс», «Карденалес де Рио-Пьедрас», «Бруджос де Гуаяма», «Атлетикос де Сан-Херман», «Леонес де Понсе» и «Поллуелос де Айбонито». Всего в НБА провёл 2 неполных сезона. В сезоне 1979/1980 годов Ли стал чемпионом НБА в составе «Лейкерс». В 1978 году стал лауреатом Приза Нейсмита и Приза имени Адольфа Раппа, а также признавался баскетболистом года среди студентов по версии UPI и Associated Press. В 1977 году стал чемпионом Национальной ассоциации студенческого спорта (NCAA), а также самым выдающимся игроком этого баскетбольного турнира. Один раз включался в 1-ю всеамериканскую сборную NCAA (1978), а также один раз — во 2-ю всеамериканскую сборную NCAA (1977). В феврале 1980 года Ли получил серьёзную травму и был вынужден завершить карьеру в НБА из-за её рецидива в марте, после чего вернулся в Пуэрто-Рико, где долго её залечивал (четыре года). Всего за карьеру в НБА сыграл 96 игр, в которых набрал 773 очка (в среднем 8,1 за игру), сделал 137 подборов, 307 передач, 87 перехватов и 1 блок-шот.
Оправившись от травмы, Бутч поиграл в разных клубах Пуэрто-Рико, а в 1985 году стал чемпионом BSN в составе команды «Атлетикос де Сан-Херман».

## Карьера в сборной Пуэрто-Рико
В 1976 году Ли в составе сборной Пуэрто-Рико занял девятое место на летних Олимпийских играх в Монреале.

## Карьера тренера
После завершения профессиональной карьеры игрока Ли работал главным тренером в пуэрто-риканских клубах, где стал хорошо известным и уважаемым тренером. Он тренировал команды «Капитанес де Аресибо» (1992), «Индиос де Маягуэс» (1999), «Тибуронес де Агуадилла» (2001—2002), «Гигантес де Каролина» (2002—2004) и «Кангреджерос де Сантурце» (2009). Клуб «Капитанес де Аресибо» Бутч вывел в финал Baloncesto Superior Nacional (BSN), однако там его команда в шести играх уступила «Леонес де Понсе».

## Статистика

### Статистика в НБА
| Сезон                                                                                    | Команда  | Регулярный сезон | Регулярный сезон | Регулярный сезон | Регулярный сезон | Регулярный сезон | Регулярный сезон | Регулярный сезон | Регулярный сезон | Регулярный сезон | Регулярный сезон | Регулярный сезон | Серия плей-офф | Серия плей-офф | Серия плей-офф | Серия плей-офф | Серия плей-офф | Серия плей-офф | Серия плей-офф | Серия плей-офф | Серия плей-офф | Серия плей-офф | Серия плей-офф |
| Сезон                                                                                    | Команда  | GP               | GS               | MPG              | FG%              | 3P%              | FT%              | RPG              | APG              | SPG              | BPG              | PPG              | GP             | GS             | MPG            | FG%            | 3P%            | FT%            | RPG            | APG            | SPG            | BPG            | PPG            |
| ---------------------------------------------------------------------------------------- | -------- | ---------------- | ---------------- | ---------------- | ---------------- | ---------------- | ---------------- | ---------------- | ---------------- | ---------------- | ---------------- | ---------------- | -------------- | -------------- | -------------- | -------------- | -------------- | -------------- | -------------- | -------------- | -------------- | -------------- | -------------- |
| 1978/79                                                                                  | Атланта  | 49               |                  | 20,3             | 46,0             |                  | 75,2             | 1,2              | 3,4              | 1,1              | 0,0              | 7,7              | Не участвовал  | Не участвовал  | Не участвовал  | Не участвовал  | Не участвовал  | Не участвовал  | Не участвовал  | Не участвовал  | Не участвовал  | Не участвовал  | Не участвовал  |
| 1978/79                                                                                  | Кливленд | 33               |                  | 23,7             | 45,5             |                  | 77,0             | 2,0              | 3,8              | 0,9              | 0,0              | 11,5             | Не участвовал  | Не участвовал  | Не участвовал  | Не участвовал  | Не участвовал  | Не участвовал  | Не участвовал  | Не участвовал  | Не участвовал  | Не участвовал  | Не участвовал  |
| 1979/80                                                                                  | Кливленд | 3                |                  | 8,0              | 18,2             | -                | 0,0              | 1,0              | 1,0              | 0,0              | 0,0              | 1,3              | Не участвовал  | Не участвовал  | Не участвовал  | Не участвовал  | Не участвовал  | Не участвовал  | Не участвовал  | Не участвовал  | Не участвовал  | Не участвовал  | Не участвовал  |
| 1979/80                                                                                  | Лейкерс  | 11               |                  | 2,8              | 30,8             | -                | 85,7             | 0,7              | 0,8              | 0,1              | 0,0              | 1,3              | 3              |                | 2,0            | -              | -              | 100,0          | 0,3            | 0,0            | 0,0            | 0,0            | 0,7            |
|                                                                                          | Всего    | 96               |                  | 19,1             | 45,0             | -                | 76,1             | 1,4              | 3,2              | 0,9              | 0,0              | 8,1              | 3              |                | 2,0            | -              | -              | 100,0          | 0,3            | 0,0            | 0,0            | 0,0            | 0,7            |
| Наведите курсор мыши на аббревиатуры в заголовке таблицы, чтобы прочесть их расшифровку. |          |                  |                  |                  |                  |                  |                  |                  |                  |                  |                  |                  |                |                |                |                |                |                |                |                |                |                |                |